# Amersfoort
Amersfoort és un municipi de la província d'Utrecht, al centre dels Països Baixos. L'1 de juliol de 2024 tenia 161.852 habitants repartits per una superfície de 63,78 km² (dels quals 0,95 km² corresponen a aigua). Limita al nord amb Baarn, Bunschoten i Nijkerk (Gelderland), a l'oest amb Soest, a l'est amb Barneveld (Gelderland) i al sud amb Zeist i Leusden.

## Centres de població
Amersfoort, Hoogland, Hooglanderveen, Stoutenburg Noord, Kattenbroek.

## Ajuntament
Des del 31 d'agost del 2010, l'alcalde del municipi és Lucas Bolsius del CDA. Els 39 membres del consistori municipal són, des del 2022:
| Partit                         | Escons |
| ------------------------------ | ------ |
| D66                            | 6      |
| Esquerra Verda                 | 6      |
| CDA                            | 5      |
| ChristenUnie                   | 4      |
| VVD                            | 4      |
| Amersfoort2014                 | 4      |
| PvdA                           | 2      |
| Partit pels Animals            | 2      |
| SP                             | 2      |
| Lijst Noëlle Sanders           | 1      |
| Burger Partij Amersfoort (BPA) | 1      |
| Blanco (van Lamoen, T.J.)      | 1      |
| DENK                           | 1      |
| Font:                          |        |

## Persones il·lustres
- Nicolaas Pieneman (1809-1860), pintor.
- Piet Mondrian (1872-1944), pintor.
- Henk Vredeling (1924-2007), polític.
- Jan Tollius, músic